# Caojiang
Caojiang (kinesiska: 曹江) är en köping i sydöstra Kina. Den ligger i Gaozhou i staden Maoming i provinsen Guangdong, omkring 270 kilometer sydväst om provinshuvudstaden Guangzhou. Antalet invånare är 54 304. Befolkningen består av 26 269 kvinnor och 28 035 män. Barn under 15 år utgör 21,0 %, vuxna 15-64 år 66 %, och äldre över 65 år 11,0 %.